# Амидакудзи
Амидакудзи (яп. 阿弥陀籤, «лотерея Амиды») (также неверно с английского «амидакуджи»), кит. упр. 畫鬼腳, пиньинь huàguǐjiǎo, палл. хуагуэйцзяо «нога призрака», кор. 사다리타기 садаритхаги («лестница восхождения») — японский метод лотереи, позволяющий быстро распределить некоторые предметы между её участниками.

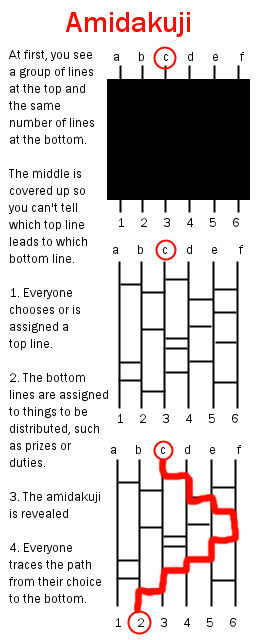
Схема лотереи

Амидакудзи используется, чтобы распределить вещи среди людей, когда количество распределяемых вещей равно числу людей. Например, работа по дому или призы могут быть справедливо и случайным образом распределены при помощи такой лотереи.
Амидакудзи состоит из так называемых «лесенок», в которых число вертикальных линий равно числу участников и вещей, а горизонтальные располагаются в случайном порядке.
Правила игры: необходимо выбрать линию в верхней части и следовать за этой линией вниз. При столкновении с горизонтальной нужно повернуть на соседнюю линию и следовать уже по ней. Таким образом нужно следовать вниз, пока линии не кончатся. Под линиями обозначены различные «призы», которые достигшие нижнего уровня и получают.

## Математика
Отчасти привлекательность этой игры заключается в том, что в отличие от случайных игр, таких как камень, бумага, ножницы, амидакудзи всегда создает соответствие 1:1 и может обрабатывать произвольное количество пар. Гарантируется, что два предмета вверху никогда не будут иметь одинаковый соответствующий предмет внизу, и ни один предмет внизу никогда не будет иметь соответствующего предмета вверху.
Это также работает независимо от того, сколько горизонтальных линий добавлено. Каждый человек может добавить одну, две, три или любое количество линий, и соответствие 1:1 сохранится. Один из способов понять, как это работает, — рассмотреть аналогию с монетами в чашках. У вас есть n монет в n чашках, представляющих предметы на дне амидакудзи. Затем, каждая добавленная ножка представляет собой изменение положения двух соседних чашек.  Таким образом, очевидно, что в конце концов останется n чашек, и в каждой из них будет одна монета, независимо от того, сколько раз вы поменяете их местами.